# Strange Currencies
Strange Currencies is een nummer van de Amerikaanse rockband R.E.M. uit 1995. Het is de derde single van hun negende studioalbum Monster.
Het nummer is een ballad die gaat over een man die zijn vrouw niet vertrouwt. Het werd vooral een hit in Canada en het Verenigd Koninkrijk. In Nederland haalde "Strange Currencies" de 13e positie in de Tipparade.